# 秀丽四照花
秀丽四照花（学名：Cornus elegans）是山茱萸科山茱萸属的植物，为中国的特有植物。分布在中国大陆的江西、福建、浙江等地，生长于海拔250米至1,200米的地区，见于森林中，目前尚未由人工引种栽培。